# Turi Simeti
Turi Simeti est un artiste peintre italien né le 5 août 1929 à Alcamo et mort le 16 mars 2021 à Milan.

## Biographie
Turi Simeti est né à Alcamo dans la province de Trapani. Il quitte la Sicile pour Rome en 1958. Il commence son travail à cette période, lorsqu’il fréquente l’atelier d'Alberto Burri, s’inspirant initialement des matériaux brûlés de ce dernier, avant que sa propre œuvre ne devienne purement monochrome.
Dans les années 1960, il participe activement aux expositions organisées par les spatialistes, et notamment à Nouvelle Tendance 3, Arte Programmata - Aktuel 65, et ZERO Avant-garde, dans l’atelier de Lucio Fontana. À partir des années 1970, ses œuvres sont exposées dans plusieurs pays en Europe. Dans les années 1980 et 1990, il passe des longues périodes au Brésil, où il expose au Paço Imperial de Rio de Janeiro (1994). D'autres rétrospectives lui ont été consacrées à Bruxelles, à la galerie Almine Rech et à Catanzaro, au Museo delle Arti di Catanzaro.
Turi Simeti est mort le 16 mars 2021 à Milan.

## Œuvre

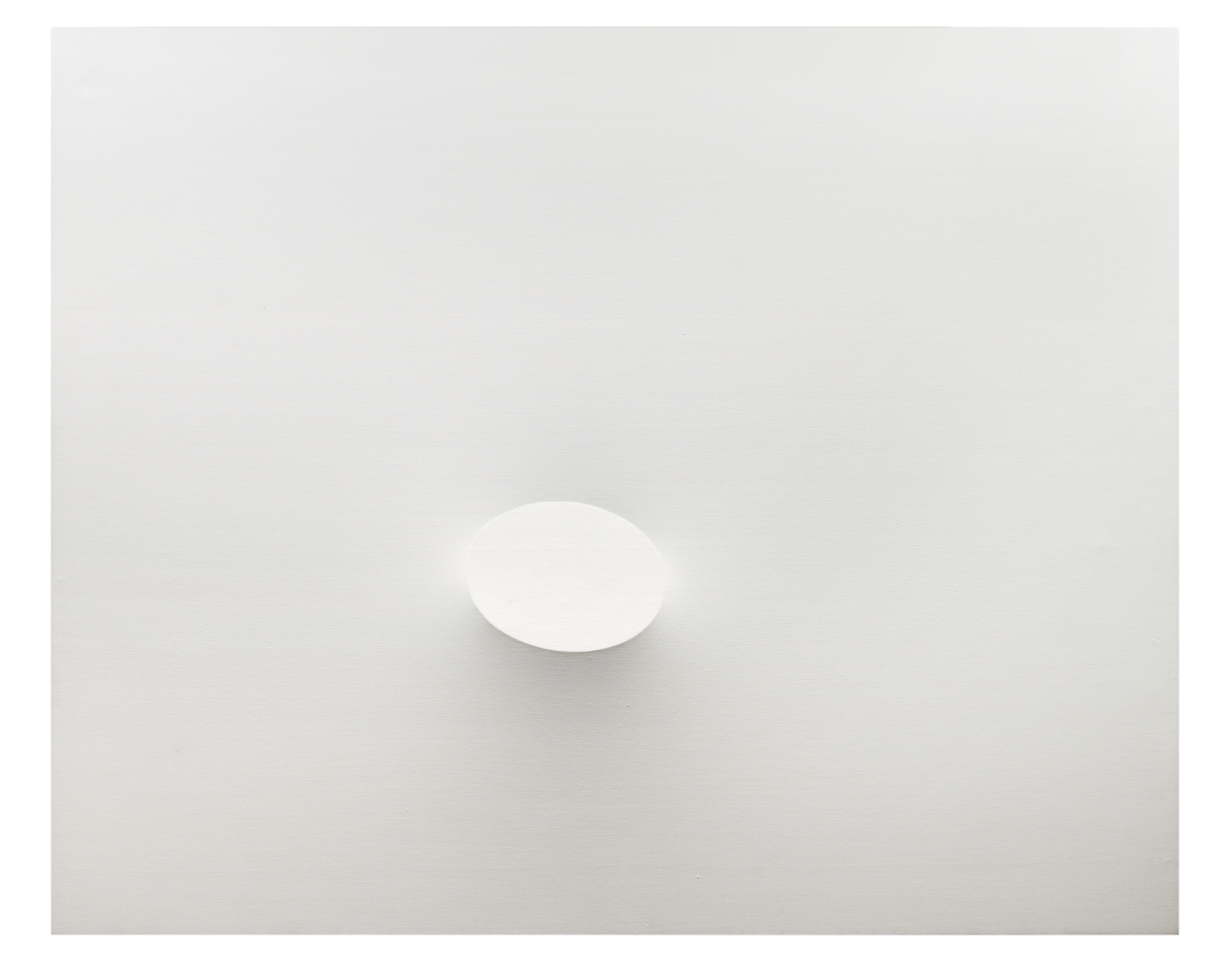
Ovale blanc, 1977.

L’œuvre de Turi Simeti est minimaliste. Ses toiles sont monochromes. Il privilégie entre toutes la forme ovale dans le but d’opérer des modulations au sein de la toile, dans lesquelles la lumière joue un rôle essentiel,. 

## Expositions personnelles (sélection)
- 1966, Galerie Il Chiodo, Palerme
- 1971, Galerie M, Bochum
- 1971, Galerie Bettina, Zurich
- 1976, Galerie Il Milione, Milan
- 1989, Galerie Vismara, Milan
- 1991, Museo Civico, Gibellina
- 1996, La Salerniana, Erice
- 1996, Galerie Uli Lang, Biberach
- 2001, Civica Galleria d’Arte Moderna, Gallarate
- 2002, Fondazione Mudima, Milan
- 2010, Galerie Salvatore + Caroline Ala, Milan
- 2012, Mayor Gallery, Londres
- 2013, DepArt, Milan
- 2014, Tornabuoni Art, Paris
- 2015, Almine Rech Gallery, Bruxelles

## Musées exposant des œuvres de Simeti
- Galleria Civica, Turin
- Pinacoteca, Macerata
- Museo d'arte contemporanea di Alcamo (it)
- Villa Croce, Gênes
- Museo d'Arte Moderna di Bolzano
- CIMAC, Palazzo Reale, Milan
- Städtische Museum, Gelsenkirchen
- Museum Pfalzgalerie, Kaiserslautern
- Musée Wilhelm-Hack, Ludwigshafen
- Städtische Galerie Villa Zanders
- Musée de la vallée moyenne du Rhin, Coblence
- Mondriaanhuis, Amersfoot
- MAM, Museu de Arte Moderna, Rio de Janeiro